# Julius Shulman

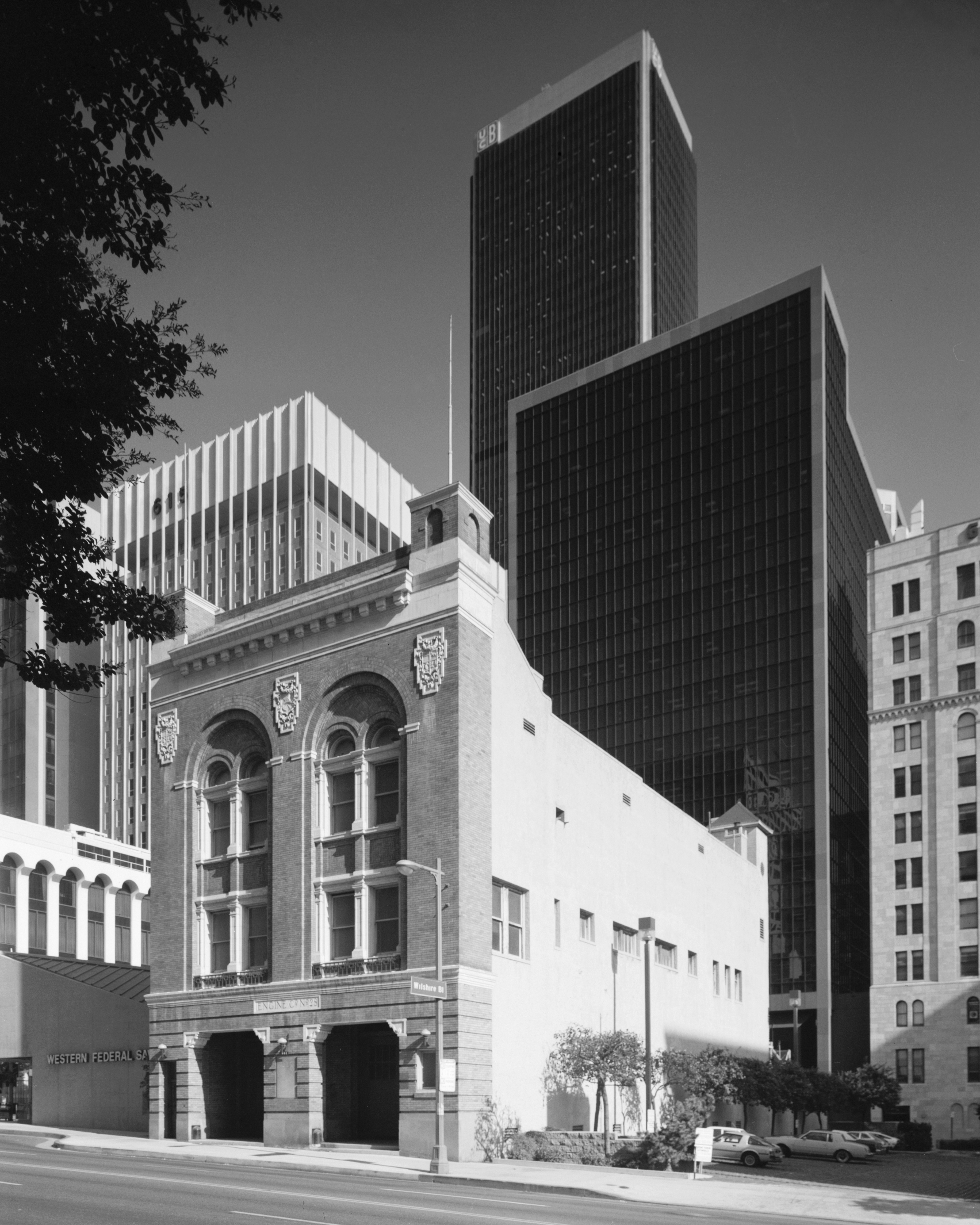
Los Angeles California Fire Station No. 28 door Julius Shulman

Julius Shulman (Brooklyn (New York), 10 oktober 1910-Los Angeles, 15 juli 2009) was een Amerikaans architectuurfotograaf.
Hij is voornamelijk bekend geworden door zijn foto van het "Case Study House #22, Los Angeles, 1960. Pierre Koenig, Architect." De woning is ook bekend als het Stahl House. Shulmans fotografie wordt vaak gewaardeerd om de stimulans die ervan uitging op de internationale verspreiding van het Californisch Modernisme. Zijn vele boeken, tentoonstellingen en persoonlijke aanwezigheid op vele evenementen, zorgde voor een vernieuwde appreciatie voor de beweging in de jaren 90. Zijn enorme beeldcollectie wordt momenteel beheerd door het J. Paul Getty Museum in Los Angeles. Onder zijn tijdgenoten vinden we onder meer Ezra Stoller en Hedrich Blessing. In 1947 verzocht Julius Shulman architect Raphael Soriano om een woning met studio in staal op te trekken in de Hollywood Hills. In 1987 werd deze woning, het Shulman House, door de stad Los Angeles erkend als cultureel erfgoed.
De foto's die Shulman maakte van de Californische architectuur hebben een diepe indruk nagelaten op de twintigste-eeuwse kunstscene. Een boek over moderne architectuur is ondenkbaar zonder werk van Shulman. Enkele van zijn architectuurfoto's, zoals de iconische beelden van de opmerkelijke bouwwerken van Frank Lloyd Wright of Pierre Koenig, zijn reeds ontelbare keren gepubliceerd. Het talent van architecten als Charles Eames en Shulmans goede vriend Richard Neutra werd aan het licht gebracht door Shulmans fotografie.
De helderheid van zijn werk vereiste dat architectuurfotografie gewaardeerd moest worden als een onafhankelijke kunstvorm. Elke foto uit het oeuvre van Shulman verenigt perceptie en begrip voor de gebouwen en hun plek in het landschap. De nauwkeurige composities onthullen niet enkel de architecturale ideeën die schuilgaan achter een bouwwerk, maar ook de visies en de hoop van een ganse generatie. Hoewel de mens vrijwel altijd afwezig is op zijn foto's, zijn de foto's steeds opgebouwd vanuit een menselijke schaal.
Vandaag zijn veel van de bouwwerken die Shulman vastlegde, verdwenen of grondig verbouwd. De eerbied voor zijn fotografisch talent en de hunker naar het verleden van veel van die gebouwen is vandaag echter sterker dan ooit.

## Notities
1. ↑  Case Study House #22 - photograph Getty Museum

- Bibsys: 90163936
- Biblioteca Nacional de España: XX4918957
- Bibliothèque nationale de France: cb135195602 (data)
- Catàleg d'autoritats de noms i títols de Catalunya: 981058520831206706
- CiNii: DA06877729
- Gemeinsame Normdatei: 119235064
- International Standard Name Identifier: 0000 0001 2140 3480
- Library of Congress Control Number: n80160245
- Nationale Bibliotheek van Letland: 000167667
- Nationale Bibliotheek van Tsjechië: xx0055849
- Nationale Bibliotheek van Israël: 987007267904605171
- Nationale en Universitaire bibliotheek Zagreb: 000465415
- Nederlandse Thesaurus van Auteursnamen: 069709769
- PIC: 287858
- Réseau des bibliothèques de Suisse occidentale: 02-A003828863
- RKD-Nederlands Instituut voor Kunstgeschiedenis: 225702
- SNAC: w60z8c76
- Système universitaire de documentation: 050213067
- Union List of Artist Names: 500036562
- Virtual International Authority File: 76471937
- WorldCat: E39PBJjXhW3JDRTBgBghGXYMfq